# South Lawrence (Dakota del Sur)
South Lawrence es un territorio no organizado ubicado en el condado de Lawrence en el estado estadounidense de Dakota del Sur. En el Censo de 2010 tenía una población de 2017 habitantes y una densidad poblacional de 1,84 personas por km².

## Geografía
South Lawrence se encuentra ubicado en las coordenadas 44°14′23″N 103°46′11″O / 44.23972, -103.76972. Según la Oficina del Censo de los Estados Unidos, South Lawrence tiene una superficie total de 1093.48 km², de la cual 1093.32 km² corresponden a tierra firme y (0.01%) 0.16 km² es agua.

## Demografía
Según el censo de 2010, había 2017 personas residiendo en South Lawrence. La densidad de población era de 1,84 hab./km². De los 2017 habitantes, South Lawrence estaba compuesto por el 93.6% blancos, el 1.14% eran afroamericanos, el 3.47% eran amerindios, el 0.2% eran asiáticos, el 0.1% eran isleños del Pacífico, el 0.64% eran de otras razas y el 0.84% pertenecían a dos o más razas. Del total de la población el 2.03% eran hispanos o latinos de cualquier raza.